# Criză politică
O criză politică (sau criză de putere) apare atunci când neînțelegerile ivite între factorii de decizie ai unui regim politic sau guvern dintr-o țară par să nu se rezolve pe cale diplomatică
.
Aceasta este o fază gravă în evoluția situației politice a unui stat ce poate conduce la greve, proteste, mișcări sociale, revolte sau, mai grav, o revoluție sau un război.
Este important să se facă distincție între criza instituțională, care poate conduce la o nouă formă de regim politic (schimbarea constituției) și criza de regim, care poate conduce la o schimbare de guvern.
Forma cea mai gravă este revoluția, atunci când interdicția majoră pe care se bazează un sistem politic este abolită: cea a feudalismului a fost regicidul, Revoluția franceză a încălcat această interdicție și l-a ghilotinat pe rege.
O criză politică poate să apară într-un guvern minoritar, atunci când partidele politice nu ajung să se înțeleagă cu privire la probleme importante cum ar fi bugetul.
În Republica Romană au existat numeroase crize politice care au condus, în principal, la războaie civile precum acela dintre Marius și Sulla (Primul război civil dintre Marius și Sulla și Al doilea război civil dintre Marius și Sulla) sau cele din cadrul triumviratelor (primul triumvirat și al doilea triumvirat).